# 澳門維景酒店
澳門維景酒店（Metropark Hotel Macau）前身為澳門京澳酒店，位於新口岸市中心，為中國旅遊服務（控股）有限公司所擁有的四星級酒店。

## 酒店概況
這個酒店項目於1989年11月動工，於1993年1月1日落成、開幕及啟用，酒店樓高26層，名為京澳酒店，並擁有澳門唯一一個酒店頂層旋轉宴會廳。酒店客源以中國大陸為主要客源；1999年12月下旬，酒店為澳門回歸中方代表團團員的下塌酒店，而澳門警方在近酒店一段的北京街實施交通限制，只准特許車輛進出。
最近一次装修是在2005年。酒店提供包括免费Wi-Fi、免费停车场、电梯、餐厅、行李寄存、24小时服务等在内的多项设施 。
2007年12月3日，京澳酒店被母公司中國旅遊服務控股有限公司易名為澳門維景酒店，以統一香港及澳門旗下酒店名稱，並以「不設賭場及夜店，維景酒店是你的最佳選擇」為口號，營造休閒憩靜的舒適環境。

## 交通配套
澳門維景酒店設有來往酒店與外港客運碼頭的穿梭巴士服務。

## 外部連結
- 澳門維景酒店http://www.metroparkmacau.com/cn/index.html （页面存档备份，存于）